# Tierralta (kommun)
Tierralta är en kommun i Colombia.   Den ligger i departementet Córdoba, i den nordvästra delen av landet, 400 km nordväst om huvudstaden Bogotá. Antalet invånare är 78 770. Arean är 5 025 kvadratkilometer.
Terrängen i Tierralta är kuperad norrut, men söderut är den bergig.